# Les Mauvaises Fièvres
Les Mauvaises Fièvres est une nouvelle de Marcel Aymé, parue dans Candide en 1931.

## Historique
Les Mauvaises Fièvres est une nouvelle de Marcel Aymé, parue dans Candide le 13 octobre 1931, puis dans son premier recueil de nouvelles Le Puits aux images en avril 1932.

## Résumé
Maximilien espère que les mauvaises fièvres emporteront l'Esther, ses réflexions insupportables sur l'héritage de l'oncle Alfred, sur l'Emprunt russe...quarante-cinq ans d'une saleté de vie...